# 한국보건의료인국가시험원
한국보건의료인국가시험원(韓國保健醫療人國家試驗院, Korea Health Personnel Licensing Examination Institute, 국시원)은 한국보건의료인국가시험원법에 따라 보건의료인 국가시험 관리를 전담하는 특수법인으로서 국가시험 시행, 항개발, 시험제도 연구 및 보건의료인력 수급 연구 등을 통해 국가시험 관리의 전문화 및 질적 향상을 도모함으로써 우수한 보건의료 인력 배출 및 국민 보건 향상에 이바지하기 위해 설립된 보건복지부 소관의 기타공공기관이다. 
본관 소재지는 서울특별시 광진구 자양로 45(자양동 679-30)이며, 별관 소재지는 서울특별시 광진구 자양로 126 2층이다.
본관에는 경영기획본부, 출제운영본부, 실기시험본부, 연구개발본부가 위치하고 있으며, 별관에는 시험운영본부, 자격관리본부가 있다.

## 주요기능 및 역할
- 25개 직종 면허시험 및 자격시험 시행
- 보건의료인 국가시험 면허증 및 자격증 교부신청
- 25개 직종 보건의료인 국가시험을 위한 필기 및 실기 문항 개발
- 25개 직종별 문항은행 및 자료은행 관리
- 출제문제에 대한 체계적인 문항분석 및 통계
- 수험생 및 교육자에게 시험에 관한 각종 정보제공
- 문항개발위원을 대상으로 하는 평가능력 향상 교육
- 시험 및 평가에 관련된 기초 및 응용 연구사업 수행
- 전문학회 및 교육기관에 평가 및 교육에 관한 자문 및 정보제공
- 평가 관련 학습자료 및 국시원 활동에 관한 자료 발간

## 연혁
- 1992년 4월 20일: 한국의사국가시험원 설립
- 1998년 5월 4일: 한국보건의료인국가시험원 확대개편
- 1998년 9월 23일: 보건의료인국가시험 관리기관 지정
- 1998년 10월 24일: 의사 등 18직종 23종목 국가시험 시행
- 2000년 2월 1일: 의지보조기기사 국가시험관리기관 지정
- 2001년 9월 13일: 외국대학 졸업자 응시자격 조사기관 지정
- 2005년 9월 11일: 제1회 의사, 치과의사 예비시험 시행
- 2005년 5월 26일: 독립청사 마련(서울 광진구 자양동)
- 2007년 4월 11일: 기타공공기관 지정(기획예산처)
- 2008년 10월 22일: 의사실기시험센터 개소(청사 내 2개 센터)
- 2009년 2월 13일: 보건교육사 국가시험 관리기관 지정
- 2009년 9월 23일: 의사실기시험 시행(~12월 1일, 아시아 최초 시행)
- 2010년 5월 4일: 요양보호사 자격시험 관리기관 지정
- 2010년 5월 17일: 간호조무사 국가시험 관리기관 지정
- 2011년 8월 1일: 시험관리시스템 전반에 관한 국내최초 ISO 9001 국제품질인증획득
- 2012년 12월 3일: 2012년 가족친화인증기관 선정
- 2012년 12월 27일: 언어재활사 국가시험 관리기관 지정
- 2018년 6월 4일: 별관 이전(고객지원센터 등 5개 부서) (위치: 광진구 자양로 126 성지하이츠 2층)

## 조직

### 한국보건의료인국가시험원장
- 이사회
- 보건의료인 국가시험위원회
  - 직종별 시험위원회

#### 상임이사
- 감사팀

##### 경영기획본부
- 전략기획부
- 경영지원부
- 전산정보부

##### 출제운영본부
- 출제관리1부
- 출제관리2부
- 출제센터

##### 시험운영본부
- 시험관리부
- 컴퓨터시험부(시험센터 포함)

자격관리본부
- 자격관리부
- 고객지원부(상담센터 포함)

##### 실기시험본부
- 실기시험1부
- 실기시험2부
- 컴퓨터시험부

##### 연구개발본부
- 연구개발부

## 같이 보기
- 의사
- 한의사
- 간호사
- 치과위생사
- 국군간호사관학교(AFNA)